# E. T. - Vesoljček
E. T. - Vesoljček (angleško E.T. the Extra-Terrestria) je ameriški znanstvenofantastični film iz leta 1982, ki ga je produciral in režiral Steven Spielberg po scenariju Melisse Mathison. Posebne učinke sta ustvarila Carlo Rambaldi in Dennis Muren, v glavnih vlogah nastopajo Dee Wallace, Peter Coyote in Henry Thomas, v stranskih pa Robert MacNaughton, Drew Barrymore in Pat Welsh. Zgodna prikazuje dečka Elliotta (Thomas), ki se spoprijatelji z nezemljanom z vzdevkom »E.T.« (Welsh), ki obtiči na Zemlji. Elliott mu z brati in sestrami pomaga vrniti se na domači planet, hkrati pa ga skriti pred vlado.
Koncept zgodbe temelji na namišljenem prijatelji, ki si ga je izmislil Spielberg po ločitvi svojih staršev leta 1960. Leta 1980 se je Spielberg sestal z Mathisonovo, da bi napisala novo zgodbo iz njegovega propadlega projekta znanstvenofantastične grozljivke Night Skies. Snemanje je potekalo med septembrom in decembrom 1983 s proračunom 10,5 milijona USD. Za razliko od večine filmov je snemanje potekalo približno v kronološkem redu, da bi mladi igralci lažje odigrali čustvene prizore.
Film je bil premiero prikazan 26. maja 1982 na Filmskem festivalu v Cannesu in 11. junija istega leta v ameriških kinematografih. Postal je velika uspešnica, prehitel je Vojno zvezd kot najdonosnejši film vseh časov, ki ga je po enajstih letih prehitel tudi Spielbergov Jurski park. Kritiki ga uvrščajo med najboljše filme vseh časov in ga označujejo kot brezčasno zgodbo o prijateljstvu, Rotten Tomatoes ga uvršča za najboljši znanstvenofantastični film vseh časov. Leta 1994 ga je ameriška Kongresna knjižnica izbrala za ohranitev v okviru Narodnega filmskega registra zavoljo njegove »kulturne, zgodovinske ali estetske vrednosti«. Ponovno je izšel v letih 1985 in 2002, ob 20-letnici, s spremenjenimi in dodatnimi prizori.

## V Sloveniji
V Sloveniji je bil film prvič predvajan 10. decembra 1984, po tem ko so imeli distributerji dve leti precej težav z zbiranjem zahtevanega plačila, ki je bilo zaradi velikega uspeha filma precej višje kot je bil za jugoslovanske distributerje do tedaj običajno za katerikoli film. Prvič se je za nakup ustvarila skupina distributerjev (konzorcij - oziroma takrat imenovan pool): Croatia film (Zagreb), Vesna film (Ljubljana), Union film (Beograd) in Kinema (Sarajevo). Film so samo v Ljubljani istočasno vrteli na rednem sporedu kar dveh kinematografov - Union in Bežigrad (v vsakem tri predstave dnevno). V Ljubljani je imel film 70.198 gledalcev, v Sloveniji pa ocenjeno okoli 175.000, kar je zadostovalo za najuspešnejši film leta, ni pa dosegel pričakovanj glede na svetovni uspeh.
Konec leta 1983 je v Sloveniji pri Pomurski založbi izšla tudi knjiga Williama Kotzwinklea, novelizacija filmskega scenarija E.T. Vesoljček in njegove dogodivščine na Zemlji, roman po scenariju, ki ga je napisala Melissa Mathison.

## Vloge
- Pat Welsh kot E.T. (glas)
- Dee Wallace kot Mary
- Henry Thomas kot Elliott
- Peter Coyote kot Keys
- Robert MacNaughton kot Michael
- Drew Barrymore kot Gertie
- Anne Lockhart kot medicinska sestra
- K. C. Martel kot Greg
- Sean Frye kot Steve
- C. Thomas Howell kot Tyler
- Erika Eleniak kot čedno dekle